# Pseuderanthemum graciliflorum
Pseuderanthemum graciliflorum är en akantusväxtart som först beskrevs av Christian Gottfried Daniel Nees von Esenbeck, och fick sitt nu gällande namn av Henry Nicholas Ridley. Pseuderanthemum graciliflorum ingår i släktet Pseuderanthemum och familjen akantusväxter. Inga underarter finns listade i Catalogue of Life.

## Bildgalleri

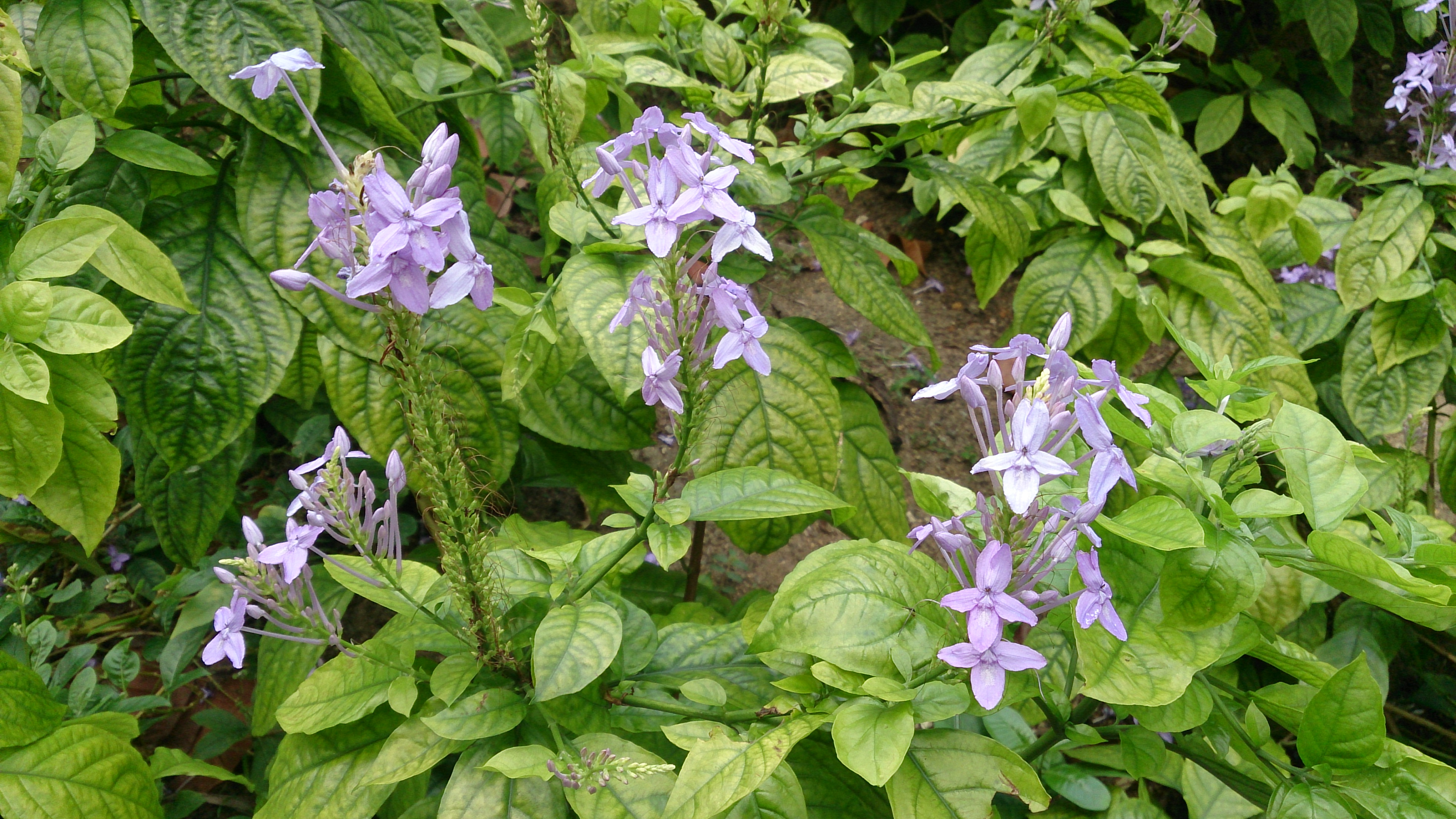
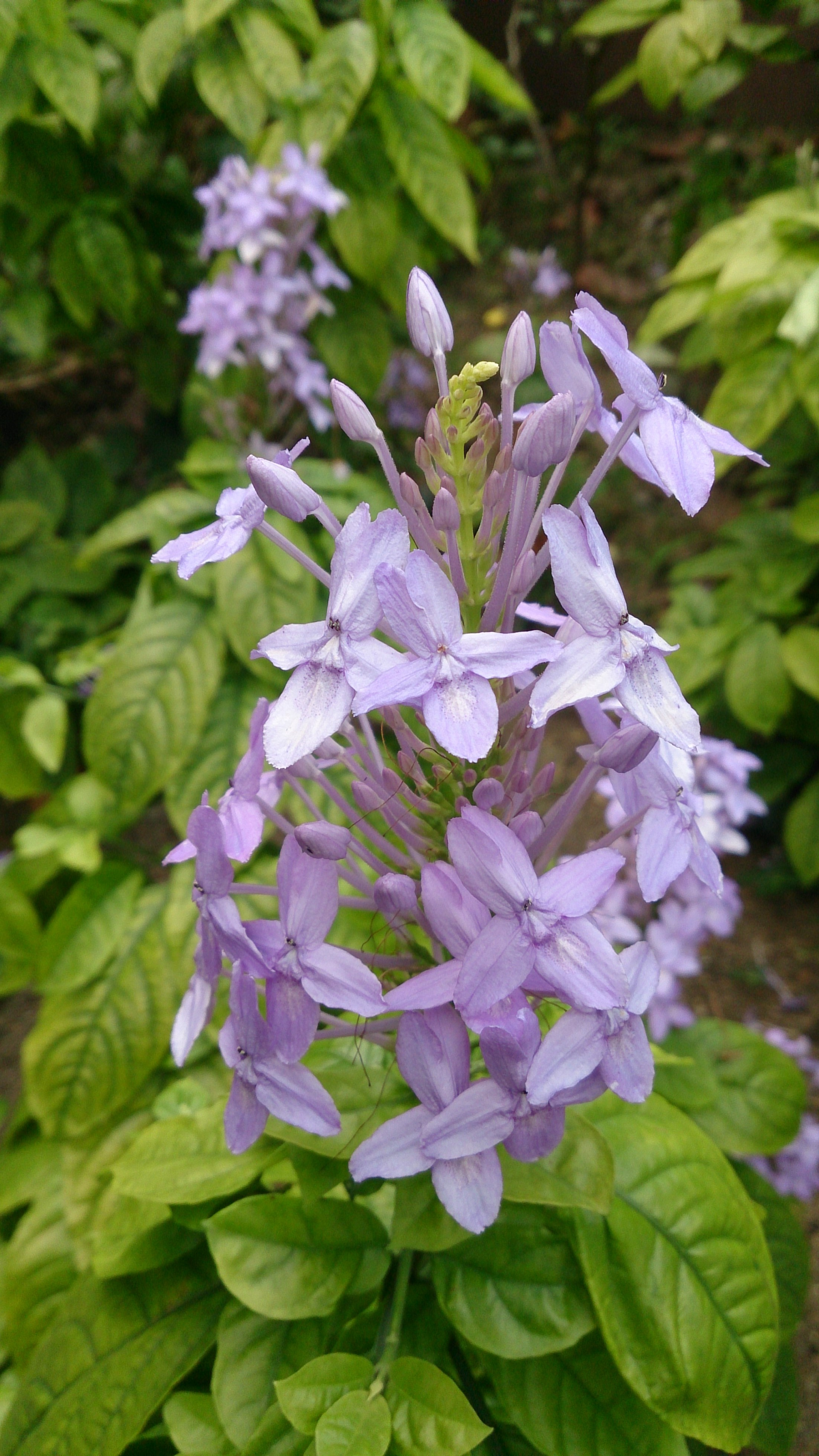
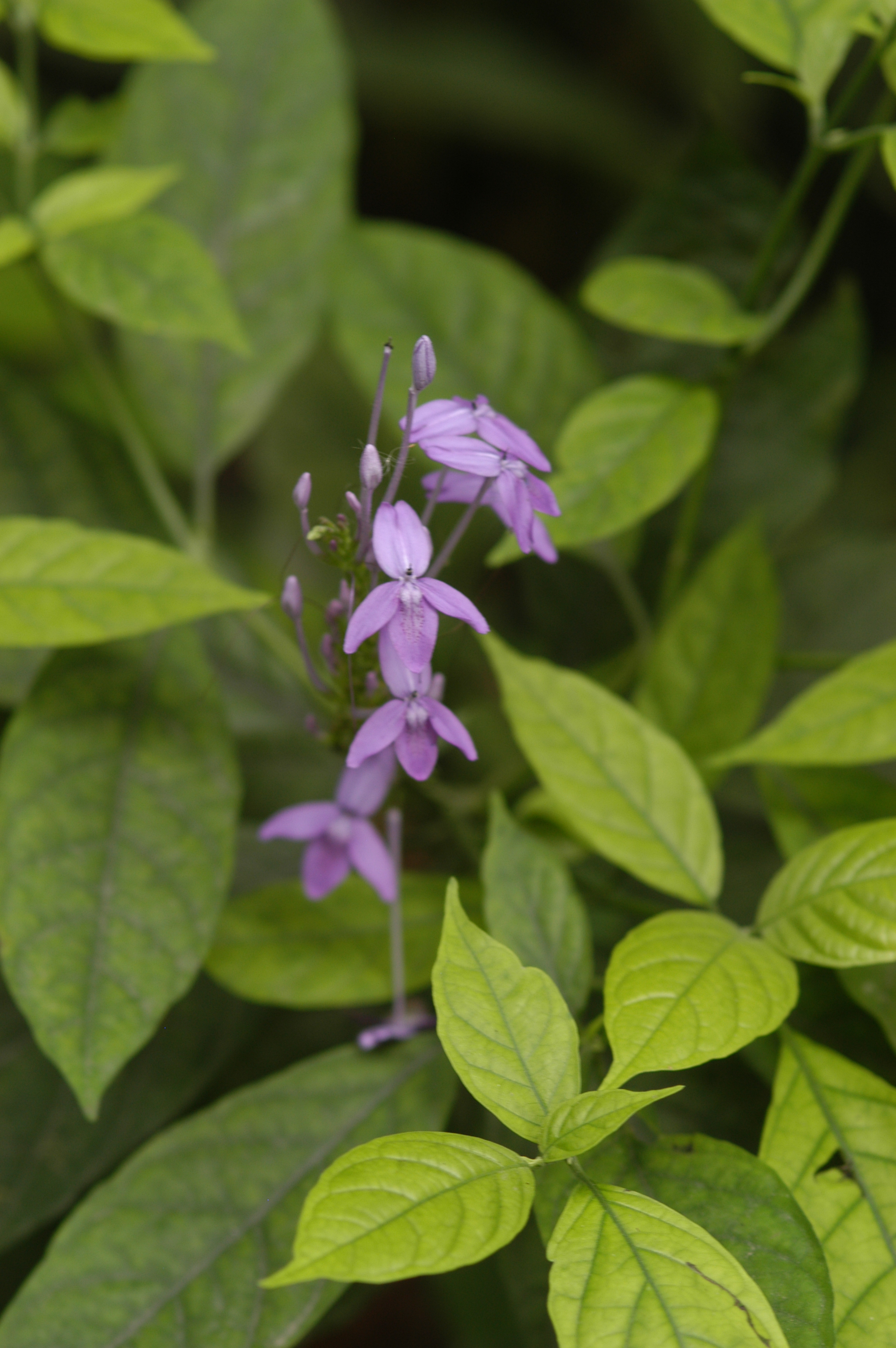
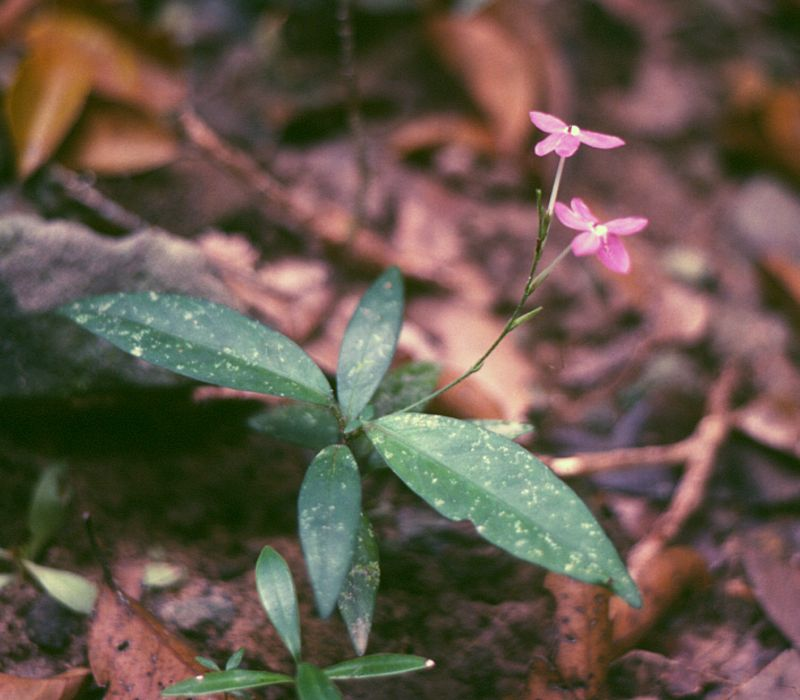
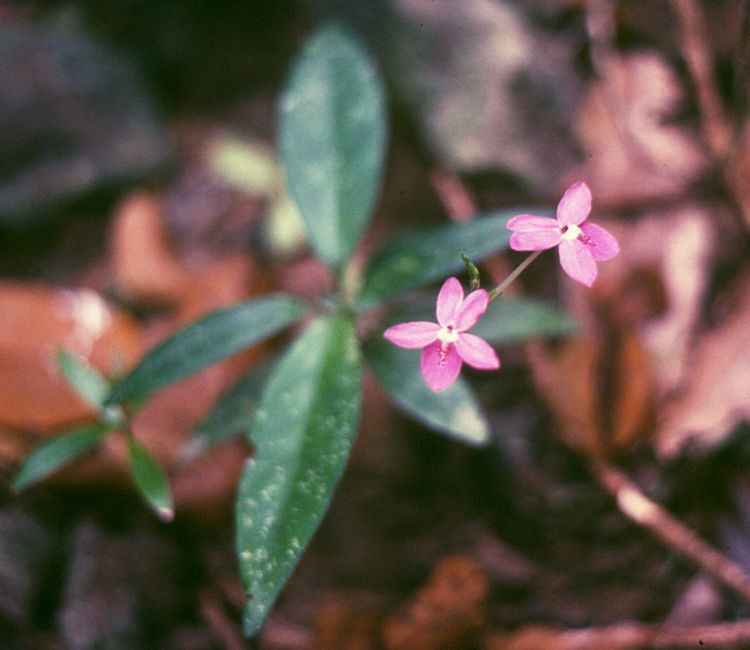
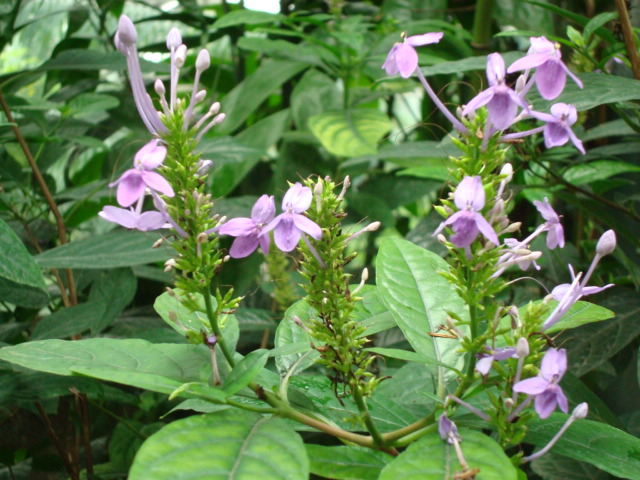